# Jan Jacob Croegaert-Van Bree
Jan Jacob Croegaert-Van Bree (Antwerpen, 20 augustus 1818 – 1897) was een Belgisch kunstschilder.

## Levensloop
J.J. Croegaert-Van Bree schilderde genretaferelen, historieschilderijen en Antwerpse stadsgezichten.
Hij realiseerde een reeks paneeltjes met episoden uit de Belgische Revolutie van 1830 en het Beleg van de Antwerpse citadel (postuum tentoongesteld in de "Exposition historique de l’art belge" in Brussel in 1905).

## Tentoonstellingen
- 1873, 1876, 1882 : Antwerpen, Driejaarlijks Salon
- 1874 Gent, Driejaarlijks Salon
- 1877, Amsterdam, Tentoonstelling van Levende Meesters : "De kazemat van Generaal Baron Chassé gedurende het Beleg van Antwerpen in 1832"

## Musea
- Antwerpen, Kon. Museum voor Schone Kunsten : “De Sint-Jorispoort”, “De Kipdorppoort”
- Antwerpen, Stadhuis